# 日産自動車いわき工場
日産自動車いわき工場（にっさんじどうしゃいわきこうじょう）は日産自動車の主力生産工場のひとつである。プラントコードは「V」。所在地は福島県いわき市泉町下川字大剣386。

## 概要
1994年1月に稼動を開始。日本国内の日産の工場の中ではグループ会社である日産車体系列の日産車体九州に次いで新しい工場である。生産品目はV型6気筒のVQエンジン（縦置き・横置きとも）、VR30DDTTエンジンであるが、高い精密性と製造技術を要するため、一貫生産できるのは全世界の日産の工場の中でもいわき工場とアメリカにあるデカード工場、東風日産花都工場、日産工機においてのみである。
VQエンジンは日産/インフィニティの車種はもちろん、ルノー/ルノーサムスンの上級車にも搭載され、各ブランドの中枢を担う重要な役割を果たしている。
敷地面積は201,500m2、建屋面積は80,500m2、エンジン年間生産能力約56万基、従業員約820名が働く（2019年6月現在）。
なお、2010年の生産実績は約376,000基である。

## 特長
精密かつ高効率（省燃費・小型・軽量）が売りのVQエンジンを開発・生産するにあたり、従来、自動化が困難とされた工程にロボットを積極的に導入したことで、資材受け入れから生産、出荷までを統合管理するCIM（Computer Integrated Manufacturing）を導入し、高品質・高効率な生産を実現している。
また、作業環境向上のための改善も徹底的に行い、安心・安全・快適に働ける工場としている。鋳造工程において粉塵の出ない高圧金型鋳造の導入や重量物を扱う作業の機械化による疲労軽減などはその一例である。

## 沿革
- 1992年 - 起工
- 1994年 - 竣工。VQ型エンジン生産開始。
- 1996年 - VQエンジンの製造台数が50万台達成[1]
- 1997年 - エンジン生産累計100万基達成。
- 1998年 - ISO9002を認証取得。
- 1999年 - ISO14001を認証取得。
- 2003年 - ISO9002からISO9001に更新。
- 2005年 - エンジン生産累計400万基達成。
- 2006年 - エンジン生産累計450万基達成。
- 2008年 - エンジン生産累計500万基達成。
- 2009年 - エンジン生産累計550万基達成。
- 2011年 - エンジン生産累計600万基達成。工場見学者累計15万人達成。
- 2016年 - VR型エンジン生産開始。

## 生産機種
- VQ型エンジン
- VR型エンジン（VR38DETTは横浜工場製）

## 震災の影響
2011年3月11日に起きた東北地方太平洋沖地震（東日本大震災）の影響で、地盤沈下によって建物や設備等に一部被害が出たが、日産各工場や系列会社から約200人の応援が入り、工場床下に杭を打って地盤を強化する等の懸命な復旧作業により4月18日に一部復旧、そして5月9日から全面的に操業を再開させた。
震災の影響で入手が困難だった部品については、同じVQエンジン生産工場であるデカード工場から調達することで解決し、生産にこぎつけた。
なお、CEO（当時）のカルロス・ゴーンは復旧を全面的にバックアップするため、5月17日にいわき工場を訪れ、従業員を激励した。また、ゴーンは災害対策として約30億円を投資すると発表。

## その他
工場見学は社会科見学・一般見学を問わず見学希望日の3ヶ月前 - 前日に予約すれば平日（月曜日 - 金曜日。但しゴールデンウィークなどの休暇日を除く）に限り可能である。
また、「いわき産業祭」や「NISSANいわきジュニアカップ」、「太平洋トライアスロンinいわき」等に協賛するなどして地域との交流を絶えず図っている。